# Đỗ Dũng
Đỗ Dũng (tên khai sinh là Đỗ Hiếu Dũng) (1939-2024) là nhạc sĩ người Việt Nam, được tặng Giải thưởng Nhà nước về Văn học Nghệ thuật năm 2017.

## Tiểu sử
Đỗ Dũng tên thật là Đỗ Hiếu Dũng, sinh năm 1939 tại Quốc Oai, Sơn Tây, Hà Nội.
Năm 1949, ông theo học Trường Thiếu sinh quân Trung ương. Năm 1964, ông được sang Liên Xô cũ học văn hóa và âm nhạc, chuyên về chỉ huy và sáng tác.
Về nước, ông nhận công tác tại Nhà hát Giao hưởng - Hợp xướng - Nhạc Vũ kịch Việt Nam. Năm 1978, ông làm Phó Giám đốc chỉ đạo nghệ thuật.
Khi Dàn nhạc Giao hưởng Việt Nam được thành lập lại vào năm 1984 thì ông về làm giám đốc dàn nhạc cho tới tận đầu những năm 2000.
Sau khi nghỉ hưu, ông sống cùng gia đình tại Mỹ. Tuy nhiên, sau khi vợ mất, ông đã quyết định trở về Hà Nội để sống những tháng ngày cuối đời trên quê hương.
Ông mất ngày 19 tháng 5 năm 2024 tại Hà Nội.

## Sự nghiệp
Đỗ Dũng là người có công xây dựng Dàn Hợp xướng chuyên nghiệp đầu tiên từ thập kỷ 60 thế kỷ trước. Là giám đốc đầu tiên của Dàn nhạc Giao hưởng Việt Nam sau khi được tái lập, ông đã lãnh đạo dàn nhạc trong gần 20 năm gian khó của buổi đầu thành lập trong hoàn cảnh đất nước còn khó khăn.
Trong sự nghiệp của mình, Đỗ Dũng đã tham gia dàn dựng, chỉ huy nhiều nhạc kịch, vũ kịch, giao hưởng, hợp xướng, thanh xướng kịch, biểu diễn trong và ngoài nước.
Ngoài công việc chỉ huy dàn nhạc, Đỗ Dũng còn là một nhạc sĩ sáng tác tài năng. Ông đã sáng tác một số tác phẩm thanh nhạc, khí nhạc, được sử dụng trong biểu diễn hòa nhạc, trong và ngoài nước, trên sân khấu, trên sóng phát thanh và vô tuyến truyền hình, như: cantate Tiến lên toàn thắng ắt về ta, Đêm nay cả nước lên đường, opera Người mặc áo choàng đỏ, concerto cho piano và dàn nhạc Bất khuất, giao hưởng Việt Nam, hợp xướng Tổ quốc (giành giải Ba cuộc thi của Hội Nhạc sĩ Việt Nam năm 1995), chùm hợp xướng không nhạc đệm, 7 chương Nhớ Bác (giành giải Nhì cuộc thi của Hội Nhạc sĩ Việt Nam năm 1996)... Vở Tấm choàng đỏ được NSND Văn Hà chuyển thể từ trường ca của nhà thơ Thu Bồn, Đỗ Dũng viết phần âm nhạc cho vở operreta này gồm 3 màn 5 cảnh cho đoàn văn công Hải phòng trình diễn dưới sự chỉ huy của chính ông.
Nhạc sĩ Đỗ Dũng đã được tặng Huân chương Kháng chiến hạng ba, Huân chương Lao động hạng nhất và nhiều huân chương, huy chương khác. Ông được phong danh hiệu Nghệ sĩ ưu tú đợt 2, năm 1988.
Năm 2017, ông được tặng Giải thưởng Nhà nước về Văn học Nghệ thuật với các bản khí nhạc: Sinh tử luân hồi (Concerto cho piano và dàn nhạc), Tổ quốc (hợp xướng và dàn nhạc giao hưởng), Tôi nghe âm điệu quê hương tôi (giao hưởng).

## Tác phẩm chính[6]
Dưới đây là các sáng tác của nhạc sĩ Đỗ Dũng:
- Các tác phẩm khí nhạc, có thể kể đến:

- Giao hưởng:

- Việt Nam
- Tôi nghe âm điệu quê hương ở Grand Rapid

- Concerto cho piano và dàn nhạc giao hưởng Bất khuất

- Vở opera Người mặc áo choàng đỏ
- Các tác phẩm thanh nhạc-khí nhạc:

- Cantata:

- Tiến lên toàn thắng ắt về ta
- Đêm nay cả nước lên đường

- Hợp xướng không nhạc đệm (a cappella) Nhớ Bác

## Giải thưởng
- Giải ba của Hội Nhạc sĩ Việt Nam năm 1995
- Giải nhì của Hội Nhạc sĩ Việt Nam năm 1996

## Khen thưởng
- Huân chương Kháng chiến hạng Ba
- Huân chương Lao động hạng Nhất

## Vinh danh
- Giải thưởng Nhà nước về Văn học Nghệ thuật 2017